# Cembalo scrivano

Cembalo scrivano di Ravizza

Il cembalo scrivano fu uno dei primi modelli di macchina per scrivere. Fu inventato dall'avvocato novarese Giuseppe Ravizza (1811 – 1885) ed è la macchina di scrittura più completa fino alla comparsa della Remington Mod. 1 (1873), includendo in sé tutte le caratteristiche principali delle successive macchine da scrivere. Il nome deriva dalla somiglianza con i tasti del clavicembalo, più ancora - quanto ai colori - con quelli del pianoforte.

## Storia
Nel 1837 il Ravizza, prendendo spunto dal Tachigrafo dell'ing. Pietro Conti di Cilavegna (1796 – 1856), una macchina capace di scrivere premendo dei tasti, incominciò a concepire e realizzare il suo cembalo scrivano, così chiamato perché si basava sul meccanismo del pianoforte. Dopo alcuni anni, il 14 settembre 1855, con l'Attestato di privativa industriale dell'Ufficio Centrale di Torino (vol. n. 103), ottenne il brevetto per la sua macchina. Nel brevetto veniva indicata come "cembalo scrivano, ossia macchina da scrivere a tasti" e veniva descritta la "tastiera a 32 tasti quadrati, in due linee sovrapposte, lettere in mezzo e interpunzioni ai lati". A ciascun tasto corrispondeva un martelletto e l'insieme dei martelletti era disposto in cerchio (prima cesta delle leve). La macchina presentava, inoltre, il telaio portafoglio mobile, il nastro inchiostratore (fino a quel momento veniva utilizzato un tampone per inchiostrare i tasti di scrittura), un dispositivo per fissare l'interlinea e il campanello indicatore di fine riga. Era composta da quasi 600 pezzi in legno e circa 100 in ottone e risultava piuttosto pesante e poco maneggevole.
In quel periodo il giornale di Torino, La Stampa pubblica un articolo sull'avvocato Giuseppe Ravizza e la sua invenzione, descrivendone il funzionamento e i vantaggi che avrebbe portato:
Questo sostituire dei mezzi meccanici ai naturali nell’uffizio della scrittura produrrà grandi vantaggi, imperocché, come il Ravizza suole saviamente dire, se l’invenzione di Guttemberg col riprodurre e moltiplicare lo scritto grandemente giovò ad accelerare il progresso del pensiero umano, anche la prima produzione dello scritto agevolata coi mezzi meccanici darà utilissimi risultati.
Col cembalo scrivano si otterrà risparmio di tempo, perché l’uso della tastiera, acquistatane la pratica, produrrà lo scritto nella terza o quarta parte del tempo che abbisogna per farlo a penna; risparmio di fatica, essendo più agevole lo scorrere a modo dei suonatori con ambe le mani su di una tastiera che non, con disagio della vista, del petto e delle braccia, costringere la penna al continuo lavorio di circoli e linee, di virgole e punti; ed acquisteremo inoltre negli scritti, siano originali o copie, il benefizio della stampa, sempre migliore della scrittura e della calligrafia.
Di altre utilità ci avverte il Ravizza laddove si voglia usare del cembalo scrivano negli uffici telegrafici per imprimere le lettere dei dispacci con celerità e non appena indicati dagli apparecchi telegrafici; come pure mettendo il cembalo scrivano in luogo della stenografia, promettendoci egli che la scrittura meccanica, con reticenze ed aggiunte di alcuni congegni, darà una stenografia celere quanta la usata oggidì, e, quello che più importa, testo leggibile da persona qualsiasi.
Per ultimo vi hanno casi nella vita dell’uomo in cui impossibile o malagevole riesce l’uso della penna, come nei viaggi e nelle infermità della mano destra, degli occhi e dello stomaco. Il cembalo scrivano con lettere scolpite a rilievo nei tasti verrà in aiuto all’infermo che voglia scrivere...»
(Articolo uscito su, La Stampa di Genova, 18??)
Poco dopo la pubblicazione della notizia, venne rivendicata la priorità dell'invenzione a favore di Celestino Galli di Carrù (1803 – 1868), che costruì per primo la macchina, nel 1831, chiamandola Potenografo.
Nel 1856 il modello n. 9 del Cembalo scrivano venne presentato dal Ravizza alla Commissione per l'Esposizione Industriale di Novara, accompagnato da una Memoria del Cembalo scrivano e della scrittura meccanica, scritta dallo stesso. Siccome Il posizionamento orizzontale del foglio non permetteva di leggere immediatamente ciò che si scriveva, venne presentata come Cembalo Scrivano a Scrittura Invisibile. La sua invenzione non suscitò alcun interesse nei visitatori, anzi passò piuttosto inosservata. In premio il Ravizza ottenne solo una medaglia.
Ravizza costruì ben 16 modelli, finché nel 1881 riuscì a realizzare il Cembalo a scrittura visibile, nel quale riuscì a disporre verticalmente il foglio di carta, permettendo così di poter leggere lo scritto man mano che lo si scriveva. Anche quest'ultimo prototipo passò quasi inosservato, ottenendo solo una menzione onorevole all'Esposizione di Milano dello stesso anno.
I vari prototipi, oltre che a Novara (1856), furono esposti a Torino (1857), Firenze (1861), Londra (1865) e Milano (1881), dove Ravizza ricevette varie medaglie di merito, di bronzo e di argento.
Nessuno dei modelli realizzati dal Ravizza venne però prodotto industrialmente, perché a quel tempo nessuno riuscì a capire l'importanza dell'invenzione e, tantomeno, prevederne il futuro sviluppo. A quel tempo solo pochi lo consideravano utile ed alcuni lo criticarono, nominandolo “pianoforte della bambola". L'unico che immaginò l'utilità dell'invenzione fu l'americano Christopher Latham Sholes (1819 – 1890). Questi, nel 1867, costruì un prototipo per la vecchia fabbrica di armi Remington, la quale, a partire dal 1875, aggiunse "la macchina per scrivere" ai suoi prodotti: Il successo fu tale, che ne vennero costruiti in serie milioni di esemplari.

## Brevetti
- Ravizza cav. avv. Giuseppe di Novara, Fantoni Carlo e Co. di Genova, Macchina da scrivere a scrittura visibile,  15061, Ministero di Agricoltura, Industria e Commercio, 28 aprile 1883.